# 佬沃
佬沃市（伊洛卡诺语：Ciudad ti Laoag）是菲律賓北伊羅戈省首府，與該省的政治、經濟、商業与工業中心。它是菲律賓最北端的城市，擁有伊羅戈地區唯一的民用機場。人口約104,904人（2010年普查）。
佬沃氣候受到北呂宋盛行季風影響，5月至10月為雨季，11月至翌年4月為乾季。偶有颱風。

## 歷史
在西班牙人到來之前，這塊地域已因金礦而發展。中國大陸及日本的商人經常到訪，以珠、瓷器、絲進行黃金交易。當地的原住民稱當地為「samtoy」，語言為「sam mi ioty」，意為「這是我們的語言」。
1571年，西班牙人在馬尼拉建立殖民地後，開始尋守新的征服據點。米格尔·洛佩斯·德莱加斯皮之孫胡安·德·薩爾塞多，自願帶領其中幾次探險。在翌年6月13日，薩爾塞多在美岸登陸，並繼續向佬沃、庫里茅（Currimao）、巴鐸（Badoc）前進。他們沿岸航行，他們對於沿途眾多的避風塘（looc）感到驚訝，而當地人在當中相處融洽。最後他們便將當地命名為「ylocos」（即省名之由來），當地人稱為「ylocanos」。
1580年，佬沃建城。而西班牙人帶來的天主教，也使得當地人文、地景皆出現重大變化。
此地中國大陸譯為「拉瓦格」。而當地閩裔華人習稱「佬沃」（閩南語：láu-ak），即Laoag的閩南語音譯。

## 交通
- 該省唯一的民用機場佬沃國際機場亦座落於本市。